# Kacheti
Kacheti (Georgisch: კახეთი) is een regio (mchare) in het oosten van Georgië met een oppervlakte van 11.375 km² en 299.896 inwoners (2024). De hoofdstad is Telavi, de belangrijkste stad van de regio en hoofdstad van voormalige Kachetiaanse koninkrijken. De gouverneur van Kacheti is sinds augustus 2022 Giorgi Aladasjvili. Kacheti is de grootste regio van het land en heeft acht gemeenten. 
De regio komt overeen met het voormalige Georgische koninkrijk Kachetië en staat bekend als hoofdgebied van de Georgische wijnbouw. De historische regio Toesjeti in het noorden van Kacheti ligt aan de noordkant van de Grote Kaukasus waterscheiding, in het Europese deel van het Euraziatische continent.

## Geografie
Kacheti grenst in het westen aan de Georgische regio's Mtscheta-Mtianeti en Kvemo Kartli. Het heeft van alle Georgische regio's de langste buitengrens met de buurlanden. Het grenst in noordoosten aan de Russische deelrepublieken Tsjetsjenië en Dagestan, en in het oosten en zuiden aan Azerbeidzjan, wat tevens vrijwel de gehele Georgisch-Azerbeidzjaanse grens is. Deze lange grens met Azerbeidzjan is voor een groot deel niet formeel overeengekomen. Er speelt met name rond het David Garedzja-klooster op de Oedabno-berg een conflict over Georgisch cultureel-historisch erfgoed dat aan de Azerbeidzjaanse kant van de huidige grens ligt, zoals het Oedabnoklooster in de zuidwand van deze berg.

### Gebergtes
Een gedeelte van de grens met Rusland (Dagestan) volgt de waterscheiding van de Grote Kaukasus, maar de historische regio Toesjeti in Kacheti ligt aan de Europese kant van de waterscheiding. Naar de Toesjetivallei gaat slechts één weg, over de 2926 meter hoge Abanopas, die 4 à 5 maanden per jaar open is. Nationaal park Toesjeti beslaat het grootste deel van deze deelregio. De westelijke grens met de regio Mtscheta-Mtianeti wordt voor het grootste deel bepaald door de Kacheti- en Gomborigebergtes, noord-zuid en west-oost sub-bergketens van de Grote Kaukasus. De hoogste bergen van Kacheti bevinden zich in het noorden, in de Grote Kaukasus. De hoogste top is de 4493 meter hoge Teboelosmta, in het uiterste noordwesten van de regio, tevens de hoogste top van het oostelijke deel van de Grote Kaukasus.

### Alazanivallei
Het Gomborigebergte strekt zich in zuidoostelijke richting lang uit in de regio, parallel aan de Grote Kaukasus. Hiertussen ligt de zeer vruchtbare vallei van de Alazani-rivier, de langste rivier van Georgië die in het noorden van de Pankisivallei de bron heeft. In de vruchtbare Alazanivallei vindt het grootste deel van de wijnbouw in de regio plaats. Het zuidoostelijke deel van Kacheti bestaat echter uit steppe-achtige en semi-woestijn landschappen. Er liggen hier diverse natuurparken, zoals Nationaal park Vasjlovani en het Tsjatsjoena Reservaat. 

## Bestuurlijke onderverdeling
Kacheti heeft acht gemeenten:
| - Achmeta - Dedoplistskaro - Goerdzjaani - Kvareli | - Lagodechi - Sagaredzjo - Signagi - Telavi |

De regio heeft in totaal 342 bewoonde kernen:
- Negen steden: Achmeta, Dedoplistskaro, Goerdzjaani, Kvareli, Lagodechi, Sagaredzjo, Signagi, Telavi en Tsnori
- Geen daba's
- 333 dorpen, waaronder Kardanachi, Matani, Manavi, Moechrovani, Moeghanlo, Noekriani, Omalo en Sjenako. De dorpen zijn ingedeeld in 133 administratieve gemeenschappen (თემი, temi).

## Demografie
Op 1 januari 2024 had Kacheti 299.896 inwoners, een daling van 6% ten opzichte van de volkstelling van 2014. De urbanisatiegraad is 23,3%. De bevolking van Kacheti bestaat volgens de volkstelling van 2014 grotendeels uit Georgiërs (85,2%).  
| Bevolkingsontwikkeling van de regio Kacheti | Bevolkingsontwikkeling van de regio Kacheti | Bevolkingsontwikkeling van de regio Kacheti | Bevolkingsontwikkeling van de regio Kacheti | Bevolkingsontwikkeling van de regio Kacheti | Bevolkingsontwikkeling van de regio Kacheti | Bevolkingsontwikkeling van de regio Kacheti | Bevolkingsontwikkeling van de regio Kacheti | Bevolkingsontwikkeling van de regio Kacheti | Bevolkingsontwikkeling van de regio Kacheti | Bevolkingsontwikkeling van de regio Kacheti | Bevolkingsontwikkeling van de regio Kacheti | Bevolkingsontwikkeling van de regio Kacheti | Bevolkingsontwikkeling van de regio Kacheti | Bevolkingsontwikkeling van de regio Kacheti | Bevolkingsontwikkeling van de regio Kacheti | Bevolkingsontwikkeling van de regio Kacheti | Bevolkingsontwikkeling van de regio Kacheti | Bevolkingsontwikkeling van de regio Kacheti |
| Jaar | 1959                                        | 1970                                        | 1979                                        | 1989                                        | 2002*                                       | 2002**                                      | 2014                                        | 2020                                        | 2024                                        |                                             |                                             |                                             |                                             |                                             |                                             |                                             |                                             |                                             |
| Kacheti | 395.438                                     | 416.048                                     | 427.841                                     | 442.296                                     | 407.182                                     | 352.736                                     | 318.583                                     | 310.051                                     | 299.896                                     |                                             |                                             |                                             |                                             |                                             |                                             |                                             |                                             |                                             |
| --- | ------------------------------------------- | ------------------------------------------- | ------------------------------------------- | ------------------------------------------- | ------------------------------------------- | ------------------------------------------- | ------------------------------------------- | ------------------------------------------- | ------------------------------------------- | ------------------------------------------- | ------------------------------------------- | ------------------------------------------- | ------------------------------------------- | ------------------------------------------- | ------------------------------------------- | ------------------------------------------- | ------------------------------------------- | ------------------------------------------- |
| Achmeta | 37.141                                      | 40.960                                      | 43.587                                      | 42.254                                      | 41.641                                      | -                                           | 31.461                                      | 28.933                                      | 26.495                                      |                                             |                                             |                                             |                                             |                                             |                                             |                                             |                                             |                                             |
| Dedoplistskaro | 36.316                                      | 37.330                                      | 35.405                                      | 37.299                                      | 30.811                                      | -                                           | 21.221                                      | 20.759                                      | 20.125                                      |                                             |                                             |                                             |                                             |                                             |                                             |                                             |                                             |                                             |
| Goerdzjaani | 71.829                                      | 75.357                                      | 76.753                                      | 78.442                                      | 72.618                                      | -                                           | 54.337                                      | 52.116                                      | 49.909                                      |                                             |                                             |                                             |                                             |                                             |                                             |                                             |                                             |                                             |
| Kvareli | 38.878                                      | 41.564                                      | 42.132                                      | 42.237                                      | 37.658                                      | -                                           | 29.827                                      | 30.318                                      | 30.835                                      |                                             |                                             |                                             |                                             |                                             |                                             |                                             |                                             |                                             |
| Lagodechi | 48.476                                      | 52.840                                      | 52.217                                      | 54.402                                      | 51.066                                      | -                                           | 41.678                                      | 41.125                                      | 40.257                                      |                                             |                                             |                                             |                                             |                                             |                                             |                                             |                                             |                                             |
| Sagaredzjo | 51.717                                      | 48.031                                      | 54.163                                      | 60.348                                      | 59.212                                      | -                                           | 51.761                                      | 52.238                                      | 51.495                                      |                                             |                                             |                                             |                                             |                                             |                                             |                                             |                                             |                                             |
| Signagi | 51.942                                      | 52.034                                      | 50.073                                      | 49.326                                      | 43.587                                      | -                                           | 29.948                                      | 29.290                                      | 28.406                                      |                                             |                                             |                                             |                                             |                                             |                                             |                                             |                                             |                                             |
| Telavi | 59.139                                      | 67.932                                      | 73.511                                      | 77.988                                      | 70.589                                      | -                                           | 58.350                                      | 55.272                                      | 52.374                                      |                                             |                                             |                                             |                                             |                                             |                                             |                                             |                                             |                                             |
| * Uit onderzoek na volkstelling 2014 is gebleken dat volkstelling 2002 8-9 procent te hoog is uitgevallen. **Gecorrigeerde data op basis van retro-projectie 1994-2014 i.s.m. VN. |                                             |                                             |                                             |                                             |                                             |                                             |                                             |                                             |                                             |                                             |                                             |                                             |                                             |                                             |                                             |                                             |                                             |                                             |

### Etniciteit
De belangrijkste etnische minderheid zijn de Azerbeidzjanen (10,2%). Zij wonen voornamelijk in de gemeenten Sagaredzjo, Lagodechi en Telavi.
Kacheti kent enkele Kaukasische etnische minderheden die binnen Georgië vrijwel alleen in deze regio wonen, de Kisten en Avaren. De ruim 5500 Kisten (1,8%), een aan Tsjetsjenen verwante bevolkingsgroep, zijn de tweede grote etnische minderheid in Kacheti. Zij wonen voornamelijk in de Pankisivallei (gemeente Achmeta). Een gemeenschap van ruim 1000 Avaren (0,3%) woont voornamelijk in de gemeente Kvareli. Een relatief groot aantal Osseten (0,8%, 2500) woont voornamelijk in Achmeta en Lagodechi, verspreid over enkele dorpsgemeenschappen. 
Andere etnische minderheden zijn Armeniërs (0,7%), etnisch Russen (0,6%) en ruim 500 Jezidi (0,2%) die vooral in de stad Telavi wonen. De meeste inwoners zijn Georgisch-Orthodox (85,7%), terwijl 12,1% moslim is. Verder zijn er kleine gemeenschappen  jehova's (0,3%), protestanten (0,1%), katholieken (0,1%), belijdende Jezidi's (0,1%) en Armeens-orthodoxen.